# Буро-зелёная каскадница
Буро-зелёная каскадница (лат. Amolops mantzorum)  — вид бесхвостых земноводных рода каскадницы из семейства настоящих лягушек. Бутан, Китай (Ганьсу, Сычуань, Юньнань, встречаются на высотах от 900 до 2900 м, в ручьях и мелких речках, в широколиственных субтропических лесах и кустарниках). Длина 5-7 см. Диплоидный хромосомный набор 2N=26. Период размножения в июне — июле.
Вид был впервые описан в 1872 году французским миссионером и зоологом Арманом Давидом (1826—1900) под первоначальным названием Polypedates mantzorum David, 1872.